# Campeonato Mundial Universitário de ciclismo
O Campeonato Mundial Universitário de Ciclismo estão organizados pela Federação Internacional do Desporto Universitário (FISU) baixo o égide do Union cycliste internationale (UCI). A primeira edição teve lugar em 1978 em Antuérpia, na Bélgica. Antes de 1978, dos Campeonatos mundiais universitários estávam organizados, mas estes não eram apadrinhados pela Federação Internacional do Desporto Universitário. A última edição teve lugar em Jelenia Góra, na Polónia em 2014.

## Competições
Edições das Jogos mundiais universitários
| Ano  | País   | Cidade | Ciclismo de estrada     | Ciclismo de pista                                      |
| ---- | ------ | ------ | ----------------------- | ------------------------------------------------------ |
| 1947 | França | Paris  | Ciclismo em estrada (H) | Perseguição individual (H) Perseguição por equipas (H) |
| 1949 |        |        | Ciclismo em estrada (H) | Perseguição por equipas (H)                            |
| 1950 |        |        | Ciclismo em estrada (H) |                                                        |
| 1954 |        |        | Ciclismo em estrada (H) |                                                        |

Campeonatos mundiais universitário da FISU
| Ano  | País          | Cidade              | Ciclismo de estrada                            | Ciclismo de pista          | VTT                                                | Ciclocross       |
| ---- | ------------- | ------------------- | ---------------------------------------------- | -------------------------- | -------------------------------------------------- | ---------------- |
| 1978 | Bélgica       | Antuérpia           | Ciclismo em estrada (H)                        | Perseguição individual (H) | Nada ao programa                                   | Nada ao programa |
| 1986 | Rússia        | Moscovo             |                                                |                            | Nada ao programa                                   | Nada ao programa |
| 1990 | Espanha       | Palma de Gandía     |                                                |                            | Nada ao programa                                   | Nada ao programa |
| 2006 | Bélgica       | Antuérpia/Herentals | Ciclismo em estrada (H F) Contrarrelógio (H F) | Nada ao programa           | Nada ao programa                                   | Ciclocross (H)   |
| 2008 | Países Baixos | Nimega              | Ciclismo em estrada (H F) Contrarrelógio (H F) | Nada ao programa           | Cross-country (H F) Teratona (H F)                 | Nada ao programa |
| 2014 | Polónia       | Jelenia Góra        | Ciclismo em estrada (H F) Contrarrelógio (H F) | Nada ao programa           | Mass start (H F) Contrarrelógio (H F)              | Nada ao programa |
| 2016 | Filipinas     | Tagaytay            | Ciclismo em estrada (H F) Critérium (H F)      | Nada ao programa           | Cross-country eliminator (H F) Cross-country (H F) | Nada ao programa |
| 2018 | Portugal      | Braga               | A vir                                          | A vir                      | A vir                                              | A vir            |

## Palmarés em estrada

### Homens

#### Ciclismo em estrada
| Campeonatos | Ouro              | Prata                 | Bronze                |
| ----------- | ----------------- | --------------------- | --------------------- |
| 1978        | Theo de Rooij     | Maurizio Orlandi      | Leon Dejits           |
| 1986        | Nikolai Kossiakov | Bob Rasenberg         | Hendrik Redant        |
| 1990        | Paul King         | Dmitri Jdanov         | Fouka                 |
| 2006        | Yvo Kusters       | Michiel Van Aelbroeck | Malaya van Ruitenbeek |
| 2008        | Robin Chaigneau   | Michael Schweizer     | Malaya van Ruitenbeek |
| 2014        | Petr Vakoč        | Tim Gebauer           | Emanuel Piaskowy      |
| 2016        | Ciro Monk         | Maral-Erdene Batmunkh | Alexander Weifenbach  |
| 2018        | Adne van Engelen  | Thijs de Lange        | Liam Magennis         |

#### Contrarrelógio
| Campeonatos | Ouro                  | Prata              | Bronze                |
| ----------- | --------------------- | ------------------ | --------------------- |
| 2006        | Malaya van Ruitenbeek | Tobias Erler       | Michiel van Aelbroeck |
| 2008        | Malaya van Ruitenbeek | Andrei Krasilnikau | Evaldas Šiškevičius   |
| 2014        | Petr Vakoč            | Tim Gebauer        | Adrian Kurek          |
| 2018        | Liam Magennis         | Marek Konwa        | Andreas Miltiadis     |

#### Critérium
| Campeonatos | Ouro         | Prata                | Bronze    |
| ----------- | ------------ | -------------------- | --------- |
| 2016        | Ryan Cayubit | Alexander Weifenbach | Ciro Monk |

### Mulheres

#### Ciclismo em estrada
| Campeonatos | Ouro           | Prata                     | Bronze               |
| ----------- | -------------- | ------------------------- | -------------------- |
| 2006        | Ellen van Dijk | Eva Lutz                  | Ludivine Henrion     |
| 2008        | Elise van Hage | Chantal Blaak             | Annemiek van Vleuten |
| 2014        | Kathrin Hammes | Katarzyna Solus-Miskowicz | Martyna Klekot       |
| 2016        | Romy Kasper    | Nikol Plosaj              | Marella Salamat      |

#### Contrarrelógio
| Campeonatos | Ouro            | Prata                | Bronze         |
| ----------- | --------------- | -------------------- | -------------- |
| 2006        | Loes Gunnewijk  | Ellen van Dijk       | Verena Jooß    |
| 2008        | Íris Slappendel | Annemiek van Vleuten | Loes Markerink |
| 2014        | Martyna Klekot  | Kathrin Hammes       | Monika Brzezna |

#### Critérium
| Campeonatos | Ouro        | Prata        | Bronze         |
| ----------- | ----------- | ------------ | -------------- |
| 2016        | Romy Kasper | Nikol Plosaj | Monika Brzezna |

## Palmarés em BTT

### Homens

#### Cross-country
| Campeonatos | Ouro           | Prata          | Bronze       |
| ----------- | -------------- | -------------- | ------------ |
| 2008        | Till Marx      | Jan Skarnitzl  | Niels Wubben |
| 2014        | Emilien Barben | Marek Konwa    | Jan Nesvadba |
| 2016        | Piotr Kurczab  | Marcin Kawalec | Louis Wolf   |

#### Contrarrelógio
| Campeonatos | Ouro        | Prata        | Bronze         |
| ----------- | ----------- | ------------ | -------------- |
| 2014        | Marek Konwa | Jan Nesvadba | Emilien Barben |

#### Cross-country eliminator
| Campeonatos | Ouro           | Prata      | Bronze      |
| ----------- | -------------- | ---------- | ----------- |
| 2016        | Marcin Kawalec | Louis Wolf | Kohei Maeda |

### Mulheres

#### Cross-country
| Campeonatos | Ouro                      | Prata                | Bronze         |
| ----------- | ------------------------- | -------------------- | -------------- |
| 2008        | Caroline Mani             | Maaris Meier         | Ingrid Bosscha |
| 2014        | Katarzyna Solus-Miskowicz | Barbara Benkó        | Marine Groccia |
| 2016        | Sofia Wiedenroth          | Aleksandra Podgorska | Marta Turobos  |

#### Contrarrelógio
| Campeonatos | Ouro                      | Prata         | Bronze         |
| ----------- | ------------------------- | ------------- | -------------- |
| 2014        | Katarzyna Solus-Miskowicz | Barbara Benkó | Marine Groccia |

#### Cross-country eliminator
| Campeonatos | Ouro             | Prata         | Bronze       |
| ----------- | ---------------- | ------------- | ------------ |
| 2016        | Sofia Wiedenroth | Marta Turobos | Seika Ainota |